# Henri Reynders
Henri Reynders ("Vader Bruno") (Brussel 1903 - 1981) was een Benedictijner monnik in de Abdij van Keizersberg in Leuven die tijdens de Tweede Wereldoorlog een 300 tal Joodse kinderen en een aantal volwassen hielp onderduiken.
Reynders werd voor de oorlog, in 1938, tijdens een bezoek aan Nazi-Duitsland al geschokt toen hij zag hoe een Joodse man werd mishandeld.
Tijdens de oorlog als aalmoezenier krijgsgevangen genomen. In 1941 werd hij vrijgelaten. 
Vanaf 1943 bracht Reynders talloze jongeren onder in verschillende katholieke organisaties, en alle andere plaatsen die door het verzet konden worden voorzien. Hij bracht de kinderen vaak zelf weg, en moest zich meermaals doorheen Duitse barricades bluffen. In 1944 kreeg de Gestapo lucht van zijn activiteit, maar hij was afwezig toen ze een huiszoeking hielden in de Keizersbergabdij. Reynders dook hierna onder. 
Op het einde van de oorlog ging hij terug aan de slag als aalmoezenier. In 1968 werd hij vicaris in Ottignies, waar ondertussen een plein naar hem is vernoemd.
Op 10 oktober 1964 verleende het Jad Wasjem Reynders de titel Rechtvaardige onder de Volkeren. Hij werd vervolgens uitgenodigd naar Jeruzalem waar hij een aantal kinderen ontmoette die hij had gered.
In 1975 werd Reynders opgenomen in een tehuis omdat hij leed aan de ziekte van Parkinson waar hij zes jaar later overleed. Zijn stoffelijk overschot ligt begraven in het Klooster van Chevetogne, een abdij waar hij tijdens zijn leven al naartoe wilde trekken, wat door zijn abt in de Keizersbergabdij steeds werd tegengehouden.  